# Bauhinia chapulhuacania
Bauhinia chapulhuacania är en ärtväxtart som beskrevs av Richard P. Wunderlin. Bauhinia chapulhuacania ingår i släktet Bauhinia och familjen ärtväxter. Inga underarter finns listade i Catalogue of Life.